# Germain Hughes
Germain Hughes (Blowing Point, Isla de Anguila; 15 de noviembre de 1996) es un futbolista de Isla de Anguila que juega en la posición de centrocampista con el Cunupia FC de la TT Pro League de Trinidad y Tobago desde el 2023.

## Carrera

### Club
| Periodo   | Club                 |
| --------- | -------------------- |
| 2010–2015 | Salsa Ballers FC     |
| 2015–2018 | UWI Blackbirds       |
| 2018–2019 | Heather St John's FC |
| 2019      | Leo FC               |
| 2020–2022 | Roaring Lions FC     |
| 2022      | Coggeshall Town FC   |
| 2022–2023 | Roaring Lions FC     |
| 2023–     | Cunupia FC           |

### Selección nacional
Ha estado en el proceso de selecciones nacionales desde la categoría sub-17. Hughes debutó con Anguila el 10 de octubre de 2012 en la derrota por 0-2 de visita ante San Cristóbal y Nieves por la clasificación para la Copa del Caribe de 2012, siendo el jugador más joven en debutar con Anguila con apenas 15 años, y su primer gol internacional lo anotó el 4 de marzo de 2023 en el empate 2-2 ante Saint-Martin en un partido amistoso en El Valle. Desde la derrota por 0-5 ante Guatemala por la Nations League 2019/20 ha sido el capitán de la selección nacional.

## Logros
- Primera División de Barbados (1): 2016
- Liga de Fútbol de Anguila (3): 2020, 2021, 2022